# State Grid Corporation of China
State Grid Corporation of China (SGCC) (國家電網公司T, 国家电网公司S, Guójiā Diànwǎng GōngsīP) è la più grande società elettrica al mondo.
Distribuisce l'energia in Cina. Ha sede nel distretto di Xicheng a Pechino e gestisce la distribuzioni da filiali nella Cina settentrionale, nord-orientale, orientale, centrale, e nord occidentale.
Dopo la riforma del 2002 i beni di Electric Power Corporation (国家电力公司) sono stati suddivisi in 5 gruppi che controllavano gli impianti di energia elettrica e 5 filiali regionali che appartengono a State Grid Corporation of China.
La società è la più grande al mondo secondo la classifica di Fortune del 2015.
Nel 2022 risultava avere oltre 1,1 miliardi di utenti in tutto il mondo ed un indotto superiore a 450 miliardi di dollari.

## Storia recente
Nel 2012 la società investe in CDP Reti (Joint venture con Cassa Depositi e Prestiti).
A fine 2016 acquisisce il 25% di ADMIE (Ανεξάρτητος Διαχειριστής Μεταφοράς Ηλεκτρικής Ενέργειας), società elettrica greca.
Al 2022, la società, tramite la sussidiaria State Grid Europe Limited, detiene una partecipazione del 35% in CDP Reti, azionista di controllo delle principali società di reti infrastrutturali italiane (Snam, Italgas, Terna).